# Ctenogobiops phaeostictus
Ctenogobiops phaeostictus é uma espécie de peixe da família Gobiidae e da ordem Perciformes.

## Morfologia
- As fêmeas podem atingir 2,43 cm de comprimento total.[5]

## Habitat
É um peixe marítimo, de clima tropical e associado aos recifes de coral que vive até 10 m de profundidade.

## Distribuição geográfica
É encontrado no Oceano Pacífico ocidental: Papua-Nova Guiné.

## Observações
É inofensivo para os humanos.